# 克林頓 (蒙大拿州)
克林頓（英語：Clinton）是位於美國蒙大拿州米蘇拉縣的普查規定居民點。

## 歷史
克林頓的郵局自1892年營運至今。

## 人口
根據2020年美國人口普查的數據，克林頓的面積為8.71平方千米，當中陸地面積為8.47平方千米，而水域面積為0.24平方千米。當地共有人口1018人，而人口密度為每平方千米116.88人。